# Jefferson Lerma
Jefferson Andrés Lerma Solís (El Cerrito, 25 oktober 1994) is een Colombiaanse voetballer die doorgaans als middenvelder speelt. Hij verruilde AFC Bournemouth in juli 2023 transfervrij voor Crystal Palace. Lerma debuteerde in 2017 in het Colombiaans voetbalelftal.

## Carrière

### Atlético Huila
Lerma stroomde door vanuit de jeugd van Atlético Huila. Hiervoor debuteerde hij op 13 maart 2013 in het eerste elftal, als basisspeler tijdens een met 2–0 verloren wedstrijd in de Copa Colombia uit tegen Fortaleza CEIF. Zijn competitiedebuut volgde zeventien dagen later. Hij begon ook toen in de basis, thuis tegen Millonarios (0–0). Lerma speelde meer dan tachtig wedstrijden in de Primera A voor Atlético Huila. 

### Levante
Dat verhuurde hem gedurende het seizoen 2015/16 vervolgens aan Levante. Hoewel hij hiermee dat jaar degradeerde uit de Primera División, nam de club hem in juli 2016 definitief over. Lerma werd in het seizoen 2016/17 kampioen in de Segunda División met Levante. Het lukte zijn ploeggenoten en hem in 2017/18 wel om zich te behouden in de Primera División.

### AFC Bournemouth
Lerma tekende in augustus 2018 een contract tot 2023 bij AFC Bournemouth. Dat betaalde circa €28.000.000,- voor hem aan Levante. Het bedrag maakte hem op dat moment de duurste aankoop ooit voor Bournemouth. Coach Eddie Howe nam hem direct op in zijn basiselftal. Lerma speelde in vijf seizoenen 176 competitiewedstrijden voor Bournemouth waarvan 170 als basisspeler. Hij degradeerde in 2019/20 met de club naar de Championship en promoveerde in 2021/22 terug naar de Premier League. Een jaar eerder liepen zijn ploeggenoten en hij door toedoen van Brentford promotie mis tijdens de play-offs. Bournemouth en Lerma konden geen overeenstemming bereiken over een nieuw contract. Daardoor werd hij in juli 2023 transfervrij. 

### Crystal Palace
Hij tekende diezelfde week nog voor drie seizoenen bij Crystal Palace.

## Clubstatistieken
| Seizoen     | Club            | Competitie       | Competitie | Competitie | Beker | Beker | Internationaal | Internationaal | Totaal | Totaal |
| Seizoen     | Club            | Competitie       | Wed.       | Dlp.       | Wed.  | Dlp.  | Wed.           | Dlp.           | Wed.   | Dlp.   |
| ----------- | --------------- | ---------------- | ---------- | ---------- | ----- | ----- | -------------- | -------------- | ------ | ------ |
| 2013        | Atlético Huila  | Primera A        | 24         | 0          | 0     | 0     | —              | —              | 24     | 0      |
| 2014        | Atlético Huila  | Primera A        | 37         | 4          | 0     | 0     | —              | —              | 37     | 4      |
| 2015        | Atlético Huila  | Primera A        | 23         | 2          | 0     | 0     | —              | —              | 23     | 2      |
| Club Totaal | Club Totaal     | Club Totaal      | 84         | 6          | 0     | 0     | 0              | 0              | 84     | 6      |
| 2015/16     | → Levante       | Primera División | 33         | 1          | 1     | 0     | —              | —              | 34     | 1      |
| 2016/17     | Levante         | Segunda División | 30         | 2          | 1     | 0     | —              | —              | 31     | 2      |
| 2017/18     | Levante         | Primera División | 26         | 0          | 2     | 0     | —              | —              | 28     | 0      |
| Club Totaal | Club Totaal     | Club Totaal      | 89         | 3          | 4     | 0     | 0              | 0              | 93     | 3      |
| 2018/19     | AFC Bournemouth | Premier League   | 30         | 2          | 2     | 0     | —              | —              | 32     | 2      |
| 2019/20     | AFC Bournemouth | Premier League   | 33         | 1          | 0     | 0     | —              | —              | 33     | 1      |
| 2020/21     | AFC Bournemouth | Championship     | 44         | 3          | 4     | 0     | —              | —              | 48     | 3      |
| 2021/22     | AFC Bournemouth | Championship     | 34         | 1          | 0     | 0     | —              | —              | 34     | 1      |
| 2022/23     | AFC Bournemouth | Premier League   | 37         | 5          | 0     | 0     | —              | —              | 37     | 5      |
| Club Totaal | Club Totaal     | Club Totaal      | 178        | 12         | 6     | 0     | 0              | 0              | 184    | 12     |
| 2023/24     | Crystal Palace  | Premier League   | 28         | 1          | 3     | 0     | —              | —              | 31     | 1      |
| 2024/25     | Crystal Palace  | Premier League   | 0          | 0          | 0     | 0     | —              | —              | 0      | 0      |
| Club totaal | Club totaal     | Club totaal      | 28         | 1          | 3     | 0     | 0              | 0              | 31     | 1      |
| TOTAAL      | TOTAAL          | TOTAAL           | 379        | 22         | 13    | 0     | 0              | 0              | 392    | 2      |

## Interlandcarrière
Lerma nam met het Colombiaans olympisch team deel aan de Olympische Zomerspelen 2016. Hierop speelde hij in drie van de vier wedstrijden die zijn ploeg actief was op het toernooi, waaronder de gehele kwartfinale tegen Brazilië (2–0 verlies). Lerma debuteerde op 10 november 2017 onder bondscoach José Pékerman in het Colombiaans voetbalelftal, in een met 2–1 verloren oefeninterland in en tegen Zuid-Korea. Hij viel die wedstrijd in de 82e minuut in voor Stefan Medina.
Pékerman nam Lerma het jaar erna ook op in de Colombiaanse selectie die zich dankzij de vierde plaats in de CONMEBOL-kwalificatiezone rechtstreeks had geplaatst voor het WK 2018 in Rusland. Daar begon Colombia met een nederlaag tegen Japan (1–2), waarna de ploeg in de resterende twee groepswedstrijden te sterk was voor Polen (3–0) en Senegal (1–0). In de achtste finales werden de Colombianen na strafschoppen uitgeschakeld door Engeland (3–4), nadat beide teams in de reguliere speeltijd waren bleven steken op 1–1. Lerma kwam in alle vier duels in actie voor Colombia. Een jaar later nam hij ook met de Colombiaanse ploeg deel aan de Copa América 2019. Bondscoach Reinaldo Rueda selecteerde Lerma niet voor de Copa América 2021.

## Erelijst
| Kampioen Segunda División | 1x | 2016/17 |

1 Henderson ·
2 Ward  ·
3 Mitchell ·
4 Holding ·
5 Lacroix ·
6 Guéhi ·
7 Sarr ·
8 Lerma ·
9 Nketiah ·
10 Eze ·
11 França ·
12 Muñoz ·
14 Mateta ·
15 Schlupp ·
16 Andersen ·
17 Clyne ·
18 Kamada ·
19 Hughes ·
20 Wharton ·
26 Richards ·
28 Doucouré ·
30 Turner ·
31 Matthews ·
34 Riad ·
Chalobah ·
Moulden ·
Coach: Glasner
1 Ospina ·
2 Zapata ·
3 Murillo ·
4 Arias ·
5 Barrios ·
6 Sánchez ·
7 Bacca ·
8 Aguilar ·
9 Falcao  ·
10 Rodríguez ·
11 J. Cuadrado ·
12 Vargas ·
13 Mina ·
14 Muriel ·
15 Uribe ·
16 Lerma ·
17 Mojica ·
18 Díaz ·
19 Borja ·
20 Quintero ·
21 Izquierdo ·
22 J.F. Cuadrado ·
23 Sánchez ·
Coach: Pékerman